# Malverne
Malverne és una població dels Estats Units a l'estat de Nova York. Segons el cens del 2000 tenia 8.934 habitants.

## Demografia
Segons el cens del 2000, Malverne tenia 8.934 habitants, 3.106 habitatges, i 2.534 famílies. La densitat de població era de 3.285,2 habitants/km².
Dels 3.106 habitatges en un 34,1% hi vivien nens de menys de 18 anys, en un 70,2% hi vivien parelles casades, en un 8,5% dones solteres, i en un 18,4% no eren unitats familiars. En el 15,2% dels habitatges hi vivien persones soles el 8,8% de les quals corresponia a persones de 65 anys o més que vivien soles. El nombre mitjà de persones vivint en cada habitatge era de 2,87 i el nombre mitjà de persones que vivien en cada família era de 3,21.
Per edats la població es repartia de la següent manera: un 23,1% tenia menys de 18 anys, un 6,5% entre 18 i 24, un 26,9% entre 25 i 44, un 27,8% de 45 a 60 i un 15,6% 65 anys o més.
L'edat mediana era de 41 anys. Per cada 100 dones de 18 o més anys hi havia 88,5 homes.
La renda mediana per habitatge era de 81.784 $ i la renda mediana per família de 87.197 $. Els homes tenien una renda mediana de 53.077 $ mentre que les dones 37.743 $. La renda per capita de la població era de 31.418 $. Entorn de l'1% de les famílies i l'1,6% de la població estaven per davall del llindar de pobresa.